# Orthogeomys
Orthogeomys — рід мишоподібних гризунів родини Гоферові (Geomyidae). Відомо 11 видів, які мешкають переважно у тропічних лісах Центральної Америки і Колумбії.

## Опис
Ці гризуни схожі на інших гоферових, але мають набагато більші розміри тіла. Довжина тіла становить від 10 до 35 см, а вага коливається 150–900 г, довжина хвоста становить від 5 до 14 см. Хутро Orthogeomys темно-коричневого забарвлення і світліше на череві. У різних видів є білі смуги або плями на спині або на морді. Види холодних регіонів мають м'якіше і щільніше хутро. Верхні різці мають помітний проміжок .

## Класифікація
Згідно з класифікацією Wilson & Reeder (2005) у роді виділяють 11 видів:
- Orthogeomys cavator Bangs, 1902
- Orthogeomys cherriei J. A. Allen, 1893
- Orthogeomys cuniculus Elliot, 1905
- Orthogeomys dariensis Goldman, 1912
- Orthogeomys grandis Thomas, 1893
- Orthogeomys heterodus Peters, 1865
- Orthogeomys hispidus LeConte, 1852
- Orthogeomys lanius Elliot, 1905
- Orthogeomys matagalpae J. A. Allen, 1910
- Orthogeomys thaeleri Alberico, 1990
- Orthogeomys underwoodi Osgood, 1931